# Cygnus (űrhajó)
A Cygnus személyzet nélküli, nem újrafelhasználható teherűrhajó, amelyet az Orbital Sciences Corporation fejlesztett ki a NASA COTS („Kereskedelmi orbitális szállító szolgáltatások”) programjának keretén belül. Az űrjármű feladata utánpótlás és kísérleti eszközök szállítása a Nemzetközi Űrállomásra 2011 után. A teherűrhajókkal a NASA a külföldi partnerektől való függőségét enyhíti a Nemzetközi Űrállomás ellátásában az űrrepülők kivonása utáni időszakban.

## A program története
Miután a COTS programban korábban kiválasztott Rocketplane Kistler vállalat nem tudta teljesíteni a NASA követelményeit, a felszabaduló helyre kiírt pályázatot 2008. február 19-én az Orbital Sciences Corporation nyerte.
2008. december 23-án a NASA 1,9 milliárd dolláros megbízást adott az Orbital Sciences Corporationnek, hogy 2016-ig nyolc Cygnus teherűrhajóval juttasson fel rakományt a Nemzetközi Űrállomásra.
A Cygnus első demonstrációs repülését 2011-re tervezték a szintén az Orbital Sciences Corporation által fejlesztett Taurus II hordozórakétával. de a program 2013-ra eltolódott.

## Felépítés
Az űrjármű két fő részből áll, a tehermodulból és a műszaki egységből. A műszaki egység az Orbital Sciences Corporation STAR típusú műszaki egységén alapul, részben geoszinkron-műholdak műszaki egységeinek alkatrészeiből, részben a Dawn űrszonda műszaki egységéhez kifejlesztett alkatrészekből áll. Az 1800 kg tömegű műszaki egység tartalmazza a teherűrhajó navigációs, kommunikációs, energiaellátó és hajtóműrendszereit. A hajtóművek hidrazin tüzelőanyagot és nitrogén-tetroxid oxidálóanyagot használnak. Az energiaellátásról két gallium-arzenid napelemcellákat tartalmazó napelemszárny gondoskodik, összesen maximum 4 kW teljesítménnyel.
Az űrhajóhoz eredetileg kétfajta teher részegységet fejlesztettek: egy hermetikus és egy nem hermetikus szállítóplatformot. A hermetikus egység az űrrepülőhöz kifejlesztett olasz építésű MPLM lekicsinyített változata. Átmérője 3,5 m, maximális tömege 3,5 t (ebből a rakomány tömege kb. 2 t), belső terének térfogata 18,7 m³. A nem hermetikus szállítóplatform az űrállomásra tervezett Express Logistics Carrier kísérleti és tárolóplatform lekicsinyített változata lett volna. Maximális tömege 3,5 t, ebből a rakomány tömege kb. 2 t, a rakomány maximális térfogata 18,1 m³. Ezt a változatot törölték.
A tehermodult a Nemzetközi Űrállomás amerikai részegységén a hermetikus modulok csatlakoztatására használt passzív CBM csatlakozóval szerelik fel.

## A repülés menete
Az űrhajó repülésének menete a japán HTV teherűrhajóéhoz hasonlít. A teherűrhajó Föld körüli pályán GPS segítségével navigál. Az űrállomás megközelítése után kapcsol be a lézerradaros rendszer. A Cygnus a Harmony modul alá manőverezik és tartja a 10 m-es távolságot, ekkor az űrállomás Canadarm2 robotkarja fogja be és csatlakoztatja a Harmony modul alsó csatlakozójához. A rakomány kirakodása után a teherűrhajót hulladékkal töltik fel. A küldetés végén a robotkar lekapcsolja és elengedi a szállítóhajót. A Cygnus ezután lassan eltávolodik az űrállomástól, majd a légkörbe irányítva megsemmisül.

## Repülések
Az üzembe vétel 2011-től eltolódott. Teljes üzembe vétel előtt egy próbarepülésre volt szükség az üzemképesség bizonyítására, Erre 2013. szeptember 18-án került sor.

### Orb–D1 repülés
A Cygnus űrhajó próbarepülése 2013 szeptemberében.

### Orb–1 repülés
A próbarepülés sikere lehetővé tette, hogy az űrhajó teherszállítási munkáját megkezdhesse. Az ellátásszolgáltatási munka 2014 januárjában kezdődött és 12-ére az első friss gyümölccsel és megkésett karácsonyi ajándékokkal, valamint felszerelési tárgyakkal rakott űrjármű megérkezett a Nemzetközi Űrállomásra. A késedelmet az űrállomáson végzett javítási munka, a szokatlanul hideg idő és a Nap szokatlanul magas fler-aktivitása késleltette. Az űrhajó visszatérte után a terveknek megfelelően a Földre való leszállás folyamán a visszahozott hulladékanyagokkal együtt az atmoszférában megsemmisült.

### Orb–2 repülés
A második pilóta nélküli űrhajó, ami megbízatása élelmiszer és berendezési tárgyaknak az űrállomásra való szállítása volt annak hat lakója számára 2014. július 13-án az Egyesült Államok Wallops szigetéről (VA, USA) egy Antares rakétán hagyta el a Földet. Ez megközelítőleg egy hónapig a Nemzetközi űrállomáson tartózkodott, augusztus 15-én elhagyta parkolóhelyét a Földre való visszajövetelre készen, majd meghajtó rakétáját az űrállomásról irányítva megkezdte a Földre való leszállási programját.

### Orb–3 repülés
Az űrhajó sikertelen repülése 2014. október 28-án. Az űrhajót szállító Antares 130 hordozórakéta a közvetlenül az indítás után felrobbant.

### NG–12 repülés
2019. november 2-án indult el a CRS-2 program első teherűrhajója egy Antares 230+ rakétával a nemzetközi  űrállomáshoz.